# Аніноаса (комуна, Арджеш)
Аніноаса (рум. Aninoasa) — комуна у повіті Арджеш в Румунії. До складу комуни входять такі села (дані про населення за 2002 рік):
- Аніноаса (1094 особи)
- Броштень (766 осіб)
- Валя-Сіліштій (729 осіб)
- Сленік (775 осіб)

Комуна розташована на відстані 124 км на північний захід від Бухареста, 37 км на північ від Пітешть, 130 км на північний схід від Крайови, 74 км на південний захід від Брашова.

## Населення
За даними перепису населення 2002 року у комуні проживали 3364 особи.
Національний склад населення комуни:
| Національність | Кількість осіб | Відсоток |
| -------------- | -------------- | -------- |
| румуни         | 3057           | 90,9%    |
| цигани         | 307            | 9,1%     |

Рідною мовою назвали:
| Мова      | Кількість осіб | Відсоток |
| --------- | -------------- | -------- |
| румунська | 3321           | 98,7%    |
| циганська | 42             | 1,2%     |
| німецька  | 1              | < 0,1%   |

Склад населення комуни за віросповіданням:
| Релігія       | Кількість осіб | Відсоток |
| ------------- | -------------- | -------- |
| православні   | 3299           | 98,1%    |
| лютерани      | 43             | 1,3%     |
| адвентисти    | 13             | 0,4%     |
| п'ятдесятники | 5              | 0,1%     |
| бретрени      | 2              | 0,1%     |
| не релігійні  | 1              | < 0,1%   |

## Зовнішні посилання
- Дані про комуну Аніноаса на сайті Ghidul Primăriilor [Архівовано 10 грудня 2011 у Wayback Machine.]